# John R. Boker
John Robert Boker, Junior (* 29. Januar 1913 in New York City; † 12. April 2003 in Scarsdale, New York) war ein US-amerikanischer Industrieller und Philatelist mit deutschen Vorfahren. Sein Vater wurde 1871 in Duisburg geboren.

## Leben
1933 erwarb er seinen akademischen Abschluss von der Yale University.
Der ehemalige Major der US-Infanterie diente im Zweiten Weltkrieg im Geheimdienst und kehrte hochdekoriert aus dem Krieg zurück. Gegen Kriegsende war er in Deutschland an der Befragung deutscher Geheimdienstler beteiligt, insbesondere der Schlüsselfiguren Reinhard Gehlen und Gerhard Wessel. Er vertrat als erster Nachrichtenoffizier auf amerikanischer Seite den Gedanken, die geheimen Informationen des deutschen Abwehrdiensts über die Sowjetunion sowie Teile von dessen Personal für den amerikanischen Geheimdienst zu nutzen. Konsequent unterbreitete Boker seinen vorgesetzten Stellen und auch politischen Persönlichkeiten in Washington dieses Prinzip. Diese konzertierte Aktion führte letztendlich zum Aufbau der späteren Organisation Gehlen.
Sein Geld verdiente er sich mit dem Herstellen von Taschenmessern (Boker- oder Treebrand-Pocketknife). Von 1972 bis 1988 war er außerdem Direktor der Burnham Company.
Seinen größten Ruhm erntete er allerdings als Philatelist. Spezialisiert auf dem Gebiet "Altdeutsche Staaten" schuf er mit Sachverstand und Vermögen eine der größten Sammlungen überhaupt auf diesem Gebiet. Von 1985 bis 2000 löste er seine Sammlung aber auf. Dabei kamen seltenste Marken und postalische Belege unter den Hammer, wie der berühmte Baden-Farbfehldruck, der 2,3 Millionen DM einbrachte.
Boker war verheiratet und hatte zwei Töchter.

## Ehrungen
- ???? Bronze Star (Kriegsmedaille)
- ???? Sankt-Georgs-Medaille in Gold des Bundesnachrichtendienstes
- 1967 Tilleard Medaille
- 1967 Lichtenstein Award
- 1970 Collector’s Club Award
- 1981 Lindenberg-Medaille vom „Berliner Philatelisten-Klub“
- 2000 Robson Lowe Memorial Medal
- 2001 HANNOVER-Medaille in Gold[5] des Briefmarken-Club Hannover von 1886
- 2002 Lifetime Achievement Award des Smithsonian Institution